# Cua (cometa)
En astronomia, la cua d'un cometa és la porció de gas i pols que es desprèn del nucli formant el que s'assembla a una gran cua.

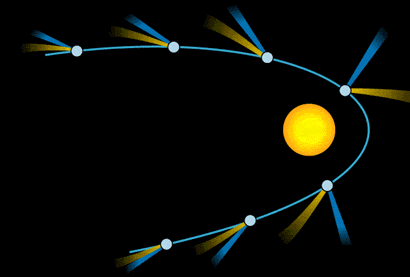
Cua de gas (de color blau a l'esquema) i cua de pols (groc).

A mesura que un cometa s'acosta al sol, per raó de l'escalfament, les porcions volàtils s'evaporen i es desprenen quedant prop del cometa, formant una espècie d'atmosfera al voltant del nucli del cometa. Al seu torn, l'expulsió d'aquestes porcions volàtils desprenen pols i partícules més sòlides, que també es queden a prop del cometa. A tot aquest conjunt se l'anomena coma.

## Origen
Simultàniament ocorre un altre fenomen: La pressió de la llum del sol i el vent solar incideixen sobre aquest gas, pols i partícules, fent que es desplacin en direcció contrària al sol. El gas -al constar de molècules soltes i lleugeres- són les que més es desplacen en aquesta direcció, i en segon lloc la pols i partícules, desplaçant menys. A poc a poc es va a formant una acumulació de materials en direcció contrària al sol, i això és el que forma la cua del cometa.

## Cua de gas i cua de pols
En observar un cometa generalment s'adverteix que té dues cues més o menys diferenciades. Una d'elles, generalment la menys visible, és la que té una direcció gairebé contrària a la del sol, i és la que està formada majorment per gas. Atès que el gas, en ser més lleuger, és més susceptible de canviar si direcció a causa del vent solar i a la pressió de la llum, forma una cua en sentit oposat  al sol.
L'altra cua, generalment de major grandària i visibilitat, està formada per partícules més pesades que el gas, formades per pols i altres fragments. En ser partícules més pesades, la inèrcia que tenen fa que la pressió de la llum i el vent solar les desviïn menys de la seva direcció, formant-se una cua secundària també en sentit contrari al sol, però decantada lleugerament en sentit contrari a la trajectòria orbital.